# Eremella pulchella
Eremella pulchella är en kvalsterart som först beskrevs av Balogh 1959.  Eremella pulchella ingår i släktet Eremella och familjen Eremellidae. Inga underarter finns listade i Catalogue of Life.